# Mrs. Fields
Mrs. Fields è una catena di negozi, diffusa soprattutto negli Stati Uniti, che vende principalmente biscotti appena sfornati preparati direttamente nel punto vendita.
Fu fondata da Debbi Fields (1956, Park City, Utah) e suo marito nel 1977 con l'apertura del loro primo negozio a Palo Alto, California, vendendo tradizionali biscotti americani preparati in modo artigianale. Fu vista da tutti come un'impresa azzardata perché si riteneva che il negozio non potesse sopravvivere vendendo solo dei biscotti che ognuno si preparava già in casa. Invece l'idea decollò e nel 1990 iniziò il franchising del marchio. Ad oggi Mrs. Fields ha circa 390 punti vendita negli Stati Uniti e più di 80 all'estero. Vende anche per corrispondenza.
Il marchio Mrs. Fields in Italia è in concessione al gruppo Autogrill.